# Jay Fishman
Jay S. Fishman (* 4. November 1952 in New York City – 19. August 2016 in New Jersey) war ein US-amerikanischer Manager und seit 2004 CEO und Chairman des US-amerikanischen Unternehmens Travelers, bevor er im Dezember 2015 nach einer ALS-Diagnose zurücktrat. Von Dezember 2015 bis zu seinem Tod im August 2016 war er als geschäftsführender Vorsitzender des Vorstands von Travelers tätig.

## Leben
Fishman wurde 1952 in New York City geboren. Er erwarb einen Master-Abschluss in Rechnungswesen an der Wharton School of Business und einen Bachelor-Abschluss in Wirtschaftswissenschaften mit magna cum laude an der University of Pennsylvania. Von 1989 bis Oktober 2001 bekleidete Fishman mehrere wichtige Führungspositionen bei Commercial Credit Corp., Primerica, Travelers und Citigroup.
Fishman ist seit der Fusion zwischen The St. Paul Companies, Inc. – wo Fishman Vorsitzender, CEO und Präsident war – und Travelers Companies (damals CEO Robert I. Lipp), aus der TRV im April 2004 hervorging, als Vorsitzender und CEO von TRV tätig.
Vor Oktober 2001 war Fishman Vorsitzender, CEO und Präsident von The Travelers Insurance Group, Inc. (die 2002 in Travelers Property Casualty Corp. umgewandelt wurde und 2004 mit einer Tochtergesellschaft von St. Paul fusionierte) und CEO und Präsident von Travelers Property Casualty Corp. (die 2002 in Travelers Insurance Group Holdings Inc. umgewandelt wurde), wo er von März 2000 bis Januar 2001 auch als Vorsitzender der Holdings fungierte.
Während seiner Tätigkeit als CEO von The Travelers Companies im Jahr 2008 verdiente Fishman eine Gesamtvergütung in Höhe von 16.821.125 US-Dollar, die ein Grundgehalt von 1.000.000 US-Dollar, einen Bargeldbonus von 5.000.000 US-Dollar, gewährte Aktien in Höhe von 7.199.977 US-Dollar, gewährte Optionen in Höhe von 2.998.547 US-Dollar und eine sonstige Vergütung in Höhe von 622.601 US-Dollar umfasste.
Fishman war an der University of Pennsylvania Mitglied des Kuratoriums, des Aufsichtsgremiums der Graduate School of Education und des Branchenbeirats des Financial Institutions Center for The Wharton School. Außerdem war er Mitglied des Verwaltungsrats der National Academy Foundation und Ehrenmitglied des Beratungsausschusses der Jazz Foundation of America.
Im Juni 2012 wurde Fishman zum Vorsitzenden des Verwaltungsrats des New York City Ballet ernannt. Er ist Mitglied des Verwaltungsrats des Lincoln Center for the Performing Arts. Er ist ein Treuhänder des New York-Presbyterian Hospital und ein Direktor der Exxon Mobil Corporation.
Am 4. August 2015 gab Fishman bekannt, dass er aufgrund seines Kampfes mit der fortschreitenden neurologischen Krankheit Amyotrophe Lateralsklerose, besser bekannt als Lou-Gehrig-Krankheit, von seinem Amt als CEO zurücktritt. Er starb am 19. August 2016 in New Jersey. Fishman war seit 1976 mit Randy Lee Chapman verheiratet und hatte zwei Kinder.